# Megachile voiensis
Megachile voiensis är en biart som beskrevs av Cockerell 1937. Megachile voiensis ingår i släktet tapetserarbin, och familjen buksamlarbin. Inga underarter finns listade i Catalogue of Life.